# Кострома (альбом)
«Кострома» — дебютный студийный альбом российской группы «Иван Купала», выпущенный 19 ноября 1999 года студией «Союз». Альбом был спродюсирован участниками группы, — Денисом Фёдоровым, Алексеем Ивановым и Алексеем Румянцевым, — которые решились на его запись под впечатлением от альбома Boheme французской группы Deep Forest. Диск был основан на аутентичном русском фольклоре, адаптированном под современный язык и аранжированном в стилистике электронной танцевальной музыки. Для того, чтобы собрать материал для записи, участники коллектива ездили в этнографические экспедиции в Архангельскую и Мурманскую области, а также использовали материалы фольклористов и этнографов и старые записи вокальных коллективов.
«Кострома» была положительно оценена музыкальными критиками. Её называли одним из лучших образцов смешения этнических песен и современной танцевальной музыки. Отмечалась также новизна идеи подобного эксперимента. Альбом получает большой коммерческий успех в России. За первые 2 недели альбом продаётся тиражом более чем в 50 тысяч лицензионных экземпляров. К концу года его тираж составил более 250 тысяч. На песни «Кострома» и «Молодость» режиссёром Виталием Мухаметтзяновым были сняты видеоклипы. Песня «Кострома» добирается до первого места в хит-парадах 32 радиостанций. Песня «Коляда» становится вторым радиосинглом группы. В декабре 2000 года группа получает за «Коляду» премию Русского Радио «Золотой Граммофон». Группа получает Национальную музыкальную премию «Овация» в номинации «Лучший фолк-артист» и премию «За заслуги в области рок-музыки» в номинации «Лучший рок-альбом».
«Кострома» оказала большое влияние на культуру. Многие журналисты отмечали, что «Иван Купала» внесли большой вклад в возрождение интереса к русскому аутентичному фольклору. Они стали первым коллективом в данном жанре, попавшим в поп-мейнстрим и добившимся популярности на эстраде, предвосхитив успех вокального коллектива «Бурановские бабушки».

## Предыстория
В 1995 году три сотрудника петербургской радиостанции «Шанс» — Денис Фёдоров, Алексей Иванов и Алексей Румянцев, — под впечатлением от альбома Boheme французской группы Deep Forest, стали экспериментировать с записью похожих музыкальных композиций. В течение года они записывают несколько демо, основанных на фольклорных записях из разных регионов мира, изданных на лейблах Realworld и Piranha records. Участники группы рассказывали в эфире «Специального радио»: «…конечно, наша музыка абсолютно вторична, как большинство музыки в нашей стране и если есть какие-то аналоги, то для нас это прежде всего «Deep Forest», который мы услышали и который мы попытались каким-то образом скопировать просто, со своими русскими семплами, с русской основой». Они отмечали, что идея писать такую музыку возникла, как эксперимент, навеянный примерами из западной культуры. В 1996 году они продолжают экспериментировать и, по предложению немецкого лейбла, записывают песню «Галя», в которой были смешаны украинский, болгарский, африканский и японский фольклор. Вокальные партии для песни записала петербургская оперная певица Елена Терновая. Из-за того, что музыканты не уложились в срок записи, продолжения сотрудничества с лейблом не состоялось. В июне 1997 года они начинают искать этнический материал в России, и к ним в руки попадает пластинка с аутентичным русским фольклором. После этого они занялись более пристальным его изучением.

## Запись
У музыкантов уходит больше года на изучение документов, знакомство с учёными и собирателями фольклора. Алексей Румянцев в интервью журналу «Салон Audio Video» говорил, что они поначалу плохо разбирались в российской этнической музыке, однако, «всё изменилось, когда мы встретились с питерскими и московскими этнографами, которые дали нам послушать настоящий русский фольклор, и мы осознали, что это — наше. Мы понимали текст, могли улавливать настроение музыки… Потихонечку начали заниматься исследовательской работой, изучали всё, что касается русской обрядовости и различных региональных традиций. Пришлось и самим ездить в экспедиции, пусть и не очень много, бывали в Мурманской, Архангельской областях».
Музыканты переделывают тексты, адаптируя переводы звучащих в песнях диалектов. Во время изучения фольклора, они привлекли к записи такие коллективы, как Фольклорный ансамбль села Дорожово (Брянская область), Фольклорный ансамбль села Белынь (Пензенская область), Фольклорный ансамбль «Народный праздник», Фольклорный ансамбль села Успех (Астраханская область), Фольклорный ансамбль деревни Клётная (Брестская область), Фольклорный ансамбль села Лопшеньга (Архангельская область), Фольклорный ансамбль села Купино (Белгородская область), Фольклорный ансамбль села Пчелиновка (Воронежская область), Фольклорный ансамбль села Красный Зилим (Башкирская АССР). Использовались записи исполнителей: Анастасии Никулушкиной, Елены Терновой, Татьяны Лузиной, Сергея Родюкова, П. Виноградовой.
В августе 1998 года музыканты приняли решение создать группу и начать запись альбома. Спустя месяц, на квартире их офиса оборудуется домашняя студия, и в течение осени записываются песни «Кострома», «Полоса» и «Сваточки». Все песни записывались в разных деревнях. «Кострому» записали в деревне Дорожово, Брянской области. Румянцев рассказывал, что собственные работы музыкантов составили около 25 % от альбома, остальную часть — архивные записи, в том числе, 1930-х годов. По рассказам участников группы, им пришлось использовать в основном старый материал, так как в маленьких деревеньках практически не осталось исконных народных хоров: «…никаких бабушек там уже давно нет. Все записи, на которые мы ориентируемся, сделаны достаточно давно; наверно, максимальный пик этих записей приходится на 80-е годы, когда ещё какие-то коллективы бабушек были живы».
В ходе записи собиралось некоторое количество семплов с записью хоров. Работу с обработкой семплов музыканты называли самой сложной: «в нашем проекте есть одна очень кропотливая вещь — это семплы, с ними очень долго и нудно возиться, всегда устаёшь». Была проведена работа по реставрации старого материала, которой занимался Денис Фёдоров. Песню «Коляда» собирали «буквально по крупицам». Кроме этого, музыканты использовали при записи такие средства, как pitch-shifting и time-stretch, то есть «изменение звучания по высоте и расширение/сжатие по времени». С апреля по август 1999 года были записаны песни «Брови», «Коляда», «Виноград» и «Молодость». Основой для первой из трёх стала старинная песня из репертуара фольклорного ансамбля «Завалинка» села Белынь Пензенской области. Осенью были записаны «Канарейка», «Воротечки» и инструментальный трек «Купала».

## Музыка и тексты песен
В музыкальном плане, «Иван Купала» представили в альбоме смешение фольклора и современной электронной музыки. На диске представлены различные музыкальные стили: в диапазоне от акустических композиций до регги. Алексей Чарыков отмечал обилие экспериментов и писал, что «мелодика отдельных инструментальных напевов явно выходит за пределы ладов, свойственных русской музыке». Алексей Иванов рассказывал, что группа считала себя последователями Deep Forest, но отмечал отличие их музыки от музыки «Иван Купала». Он утверждал, что у французской группы семплы выступали в песнях, как экзотический инструмент, вследствие чего, в их песнях встречались строчки из японского и арабского фольклора. «Иван Купала», в свою очередь, старались сделать из каждой песни цельное произведение, хотя собирали их из двух-трёх фрагментов. Все тексты песен — это адаптации местных русских диалектов.
В интерпретации жителей села Дорожёво Брянской области — это очень древний обряд, посвященный Костроме, богине плодородия. Праздновался он летом, накануне Ивана Купала. Суть этого обряда была в воскрешении через смерть. «Кострома» заболевает, умирает и через некоторое время воскресает. В песне «Кострома» произошло самое удачное сочетание древней музыки и современных ритмов. Мелодия очень красивая, практически не пришлось её изменять! Это был хит ещё до компьютерной аранжировки.
Альбом начинается с акустической композиции «Купала», в которой звучат строчки: «Это было очень давно/ И это существенная правда». В «Костроме» группа соединила древнюю обрядовую композицию с современными танцевальными ритмами. Куплеты песни состоят из разговоров, со словами: «Здорово, Кострома!/ Что вы делаете?/ А, милая, заболела. Заболела — полечитеся». В композиции «Виноград» записано соло на гармони. Далее следует медленная композиция «Молодость», которая использует инструментальное вступление к татарской/башкирской народной песне «Агыйделдә ак парахут» («Белый пароход на реке Белой»). Алексей Румянцев объяснял, что песня была для него самым ярким проявлением русского фольклора. Включение в неё восточной музыки было продиктовано тем, что «казаки-некрасовцы были в плену у турков, по-моему лет 300, поэтому получилась такая хитрая русская песня с турецкими нотками». Текст песни посвящён уходу молодости, со словами:
Вспоминаю, как ушла молодость — она не сказала,
А пришла же старость — она не спросила…
Заиграю, да заплачу, а я вспоминаю,
Как ушла молодость — она молодая
«Молодость» группа записала ещё в 1997 году, но осознав её потенциал, отложила «на потом». Данная песня в реальности была исполнена певицей Анастасией Захаровной Никулушкиной (1935—2003), которая 22.09.1962 вернулась с 215 семьями в СССР из Турции. Именно её голос звучит в композиции этой группы. Запись была сделана в 1986 году (из личного архива В. Н. Никитиной). Песня называется «Заиграю, заиграю, сам да заплачу» (из былины «Добрыня и Маринка»).
«Сваточки» были выполнены в стиле регги. «Воротечки» — акустический трек, без вмешательства ударных. «Коляда» была описана, как «самый удачный номер в альбоме», где было достигнуто «оптимальное сочетание фольклора и танцевального бита».

## Продвижение и релиз
Коллектив пытался подписать контракт на выпуск альбома ещё в 1998 году, но тогда, из-за дефолта, звукозаписывающие компании не были заинтересованы в сотрудничестве. Тогда, музыканты начали рассылать демозаписи по радиостанциям. Рассылая диски они писали на вкладышах: «Этнический проект». Сотрудники радиостанций из Москвы, которым понравились записи, позвонили музыкантам и спросили, как обозначать их коллектив. Когда они придумывали название, существовало три варианта: «Иван Купала», «Финист» и «Батюшки». Алексей Румянцев дал послушать готовые песни своему другу, бывшему на тот момент директором музыкального издательства Manchester Files Олегу Грабко. Грабко включает песни «Кострома» и «Галя» в промодиск «MF», который попадает к Михаилу Козыреву, генеральному продюсеру «Нашего радио». В телефонном разговоре между Грабко и Козыревым первый вспоминает только одно из возможных вариантов названия группы — «Иван Купала». 27 января 1999 года в эфире «Нашего радио» состоялась премьера песни «Кострома». Из-за того, что премьера состоялась без их согласия и название произносилось неправильно — «ИванА Купала» (Козырев плохо расслышал в телефонном разговоре название группы), — музыканты пытались изъять запись из плей-листов радиостанций, но она быстро распространилась и попала в эфир таких музыкальных радиостанций, как «Европа плюс», «Русское радио» и «Серебряный дождь». В итоге, песня становится хитом и занимает первое место в хит-парадах 32-х радиостанций.
После такого успеха группе предлагают контракты сразу несколько рекорд-лейблов. «Иван Купала» останавливают свой выбор на «Студии Союз», с которой подписывают пятилетний контракт на издание двух альбомов. Алексей Иванов рассказывал, что в течение месяца после того, как «Кострома» зазвучала на радио, группе сделали предложение все звукозаписывающие компании России, но их условия не устраивали коллектив, так как они хотели давать выступления, но все фирмы предлагали контракт по схеме: «вот вам деньги на студию, вот на клип — вы должны сделать альбом». «…Выбор контракта с „Союзом“ был не в пользу денег — это были гораздо менее интересные финансовые условия, нежели со стороны других лейблов. Но „Союз“ был с нами рука об руку, помогая во всём. Вплоть до того, что генеральный директор помогал искать костюмы!», — объяснял их выбор Иванов.
В середине 1999 года был снят видеоклип на песню «Кострома». Первоначальный вариант клипа не устроил коллектив и они уговорили лейбл ликвидировать его. Вторую версию снял режиссёр Виталий Мухаметтзянов. Видео было основано на кадрах, снятых учёным-фольклористом Сергеем Старостиным. В съёмках принимает участие фольклорный ансамбль села Дорожёво Брянской области, бывшие оригинальными исполнителями обряда «Сожжение Костромы», использованного группой при создании песни. Осенью на радио выходит второй сингл — «Коляда», который также стал хитом. 19 ноября состоялся релиз альбома, который расходится тиражом в 50 тысяч экземпляров, за первые две недели с начала продаж. За полгода продаётся более 150 тысяч экземпляров диска. К концу года — более 250 тысяч. «Кострома» стала самым коммерчески успешным проектом «Студии Союз». В феврале 2000 года группа снимает второй клип, на песню «Молодость». Режиссёром также был Виталий Мухаметтзянов. Оператором — Влад Опельянц. Видео было снято в Уфе.

## Обложка
Для оформления обложки была использована фотография Лукерьи Андреевны Кошелевой — народной певицы из села Линово Сумской области (Украина). Лукерья Андреевна об этом факте не знает.

## Выступления
Поскольку группа проявила желание давать выступления ещё на этапе записи, перед выпуском альбома музыканты стали искать вокалистов. «Иван Купала» проводят кастинг и отбирают выпускниц фольклорного отделения музыкального училища им. Гнесиных: Татьяну Ярченко, Наталью Котову, Татьяну Старчевскую и Ирину Музалеву. Алексей Румянцев говорил, что они «сначала пробовали репетировать с пожилыми исполнителями, но им петь на сцене под электронные обработки оказалось очень трудно, хотя раз в год мы подобные выступления всё же проводим».
В ноябре 1999 года группа проводит презентацию альбома в московском клубе «Солярис». Кроме самого коллектива, на концерте также выступили «Леприконсы» и фольклорный ансамбль им. Дмитрия Смыслова. В декабре «Иван Купала» выступают на первом фестивале «Нашествие» в московском ДК им. Горбунова. Олег Гараев в «Музыкальной правде» писал, что группа была «весьма бодро встречена публикой, особенно позитивно была воспринята „Кострома“». На фестивале они, совместно с группой Zdob Si Zdub, исполнили песню «Haitura/Коляда». В июле следующего года они выступают на фестивале «Нашествие» в Раменском. Совместно с группой «Чайф» были исполнены песни «Сваточки» и «Всему своё время».

## Реакция критики
| Оценки критиков    | Оценки критиков |
| Источник           | Оценка          |
| ------------------ | --------------- |
| Афиша              | (смешанная)     |
| Звуки.Ру           | (положительная) |
| Музыкальная газета | (положительная) |
| Мир Мэджи          | (положительная) |
| Нотоносец          | [ 3 ]           |

И. Кацман из «Звуки.Ру» положительно отозвался о диске, посчитав, что «старушечьи хоры реабилитированы полностью и окончательно. Вместе с Волгой, Окой или что у них (у нас) там ещё есть. Теперь Россия вполне цивилизованная страна, со своим электронно-этническим самосознанием». В «Музыкальной газете» «Кострома» получила положительную оценку. В издании писали, что «современное звучание, вся эта электроника совершенно не паразитируют на том, что является подлинным искусством, — народном творчестве. Всё органично, стопроцентно искренне, ненавязчиво» и описывали запись, как «пречудеснейший альбом, цепляющий и за живое, и за, казалось бы, давно умершие чувства…». Алексей Чарыков на сайте «Нотоносец» поставил альбому высокую оценку — «явление». Он писал, что «Кострома» — русский альбом и это «многое объясняет»: «Просто набрать кучу семплов народных коллективов да положить их случайным порядком на „умцы-умцы“ — много ума не надо. „Иван Купала“ пошёл другим путём, применив невиданную фантазию. И, признаем, ничего подобного от российских музыкантов мы почему-то ещё не слышали».
Тимофей Овсенни из «Афиши» дал смешанную рецензию на альбом. Автор писал, что у него много общего «с традиционными союзовскими мусоросборниками: от ходульных синтезаторных аранжировок до абсолютной искусственности всего проекта». Тем не менее, он отмечал, что всё было сделано качественно и с большим вкусом и закончил рецензию словами: «Приятно наблюдать, как наша поп-музыка обретает человеческий вид».
На премиях «Овация» 1999 и 2000 года группа выигрывала в номинации «Фолк-группа года». В декабре 2000 года группа получила премию «Золотой граммофон» за песню «Коляда». В этом же году диск победил в номинации «Лучший рок-альбом» на премии «Высшие достижения в области рок-музыки», на которую был номинирован вместе с работами рок-групп «Чёрный кофе» и «Сплин».
В более поздней рецензии на сайте «Мир Мэджи» дали положительную оценку и писали, что успех альбома превзошёл все ожидания. В издании отмечали, что «первая пластинка [группы] состояла из плотного полотна настоящих хитов. Из 11 песен, каждая несёт какой-то посыл, заставляет проникнуться и как это ни банально звучит, вернуться в наше прошлое». Отмечая контрастность альбома, на сайте назвали «Иван Купала» «эталоном качества».

## Влияние на культуру
Одним из элементов фолка, подходящим миллионной аудитории, оказался его оптимизм (в отличие от меланхолии, которую осваивала аутентичная русская этника). Первым прорывом русского фольклора на «Наше радио» и в целом в радиоэфир был электронный проект «Иван Купала» с песней «Кострома», которая в 1999 году покорила всех — от адептов русского рока до фанатов поп-музыки. Это было весёлое, танцевальное прочтение русского фолка, при этом без признаков советской художественной самодеятельности. Хор бабушек, напевающих «Кострома-Кострома, государыня моя» под дискотечные ритмы начала 2000-х, звучал иронично. Проект несколько лет продержался на пике популярности. Образ «миленького», который едет на палке («штаны рваные-худые, ножки тонкие-кривые»), был трогателен, смешон и вызывал всенародное умиление.
Многие журналисты отмечали, что «Иван Купала» внесли большой вклад в возрождение интереса к русскому аутентичному фольклору. Ещё в 2000 году Дмитрий Серостанов из газеты «ЭN» писал, что Россия переживала бум — моду на русскую народную музыку. Он отмечал: «Не секрет, что началу этого бума довольно в большой степени поспособствовало появление на российской поп-сцене танцевального этно-проекта „Иван Купала“». Татьяна Ефремова писала в том же году, что группа «выбивается из общей паразитирующей на русском фольклоре массы уже хотя бы тем, что честно работает в рамках компьютерной препарации этнической музыки». Она отмечала, что «Иван Купала» выдвигали на первое место именно фольклор и не боялись «показать, что настоящие народные исполнители неподражаемы и прекрасны». Она так же отмечала, что Алексеем Ивановым были опубликованы две статьи: «Праздник Ивана Купалы» и «О стилях и жанрах русского фольклора». Участники коллектива объясняли, что хотели показать широкой публике настоящий русский фольклор, который не имеет ничего общего с советской художественной самодеятельностью. Как объясняли музыканты, в России исконное народное творчество, в результате революции и прихода к власти большевиков, было заменено «псевдо-культурой». В интервью «Специальному радио» они рассказывали: « У нас есть огромный провал, в отличие от всех других стран… На мой взгляд, это произошло где-то на пороге революций… …в году 1920-м всё поменялось, люди забыли, какие у них раньше песни были, и стали петь Утёсова и всё остальное. Искусство было задушено в самом сознании», — говорили участники группы. Музыкальный критик Артемий Троицкий, в своей книге «Я введу вас в мир Поп…», писал, что «Иван Купала» в этом отношении продолжили линию таких коллективов, как «Ариэль», «Песняры» и др., «которые пели именно народные песенки в электрической обработке, например „Ах ты, Порушка-Пораня“».
Группу критиковали за то, что они не делились доходами от деятельности с народными коллективами, первоначальными исполнителями песен. Антонина Чеснокова из «МедиаКорСеть» писала, что «Под занавес XX века трем никому не известным музыкантам — Алексею Иванову, Денису Федорову и Алексею Румянцеву — пришла в голову беспроигрышная идея создать фольклорно-электронный проект, в котором а’капелльное исполнение настоящих фольклорных коллективов будет наложено на современную электронную музыку. Ставка была сделана верно. Старушечьи песнопения в модной аранжировке слушатель воспринял на ура. За какой-то год новорожденная группа „Иван Купала“ взлетела на верхние строчки хит-парадов, а её дебютный альбом „Кострома“ мгновенно распродался огромным тиражом».
Популярность песен «Иван Купала» привела к тому, что их произведения попали во многие чарты, став частью поп-мейнстрима. Песня «Кострома» в короткие строки стала «национальным хитом». Отмечалось, что успех группе принёс «неизвестный до тех пор в России синтез аутентичного фольклора и актуальных течений современной электронной музыки». В российском Rolling Stone Russia писали: «Помнится, несколько лет назад в России был бум на русскую народную музыку. Виновником этого явления стал танцевальный этно-проект „Иван Купала“. Ребята проехались по российской глубинке со своей портативной студией, при помощи которой им удалось записать немало уникальных вокальных партий в исполнении старушек. Затем они уже в нормальных студийных условиях наложили на вокал бабушек электронный бит».
На сайте «Мир Мэджи» так же писали, что «Иван Купала» — «кажется единственная в нашем шоу-бизнесе, сумевшая осовременить аутентичные песни не потеряв при этом весь смак фольклорной музыки». Владимир Малахов в своей статье «Этничность в Большом городе» писал, что коллектив был одним из первых примеров, когда к слушателю смогла пробиться группа играющая, по мнению экспертов, «этнический New Age». Однако, как отмечал автор, впоследствии «её оттеснили на задний план более понятные массовому слушателю исполнители». Гуру Кен в статье для журнала «Музыкальная жизнь», описывая развитие российской фолк-сцены с начала 1990-х годов, отмечал, что «самым популярным опытом в этом направлении стали треки питерской электронной группы „Иван Купала“, основанной в 1998 году. „Кострома“ и другие песни попали в широкий теле- и радиоэфир, стали поп-хитами, и таким причудливым путём вернули аутентичный распев в быт».
Дмитрий Данилов на сайте «Русский Яппи» писал, что успех фольклорного коллектива «Бурановские бабушки», которые представляют Россию на конкурсе «Евровидение 2012», был предвосхищён группой «Иван Купала». «…дорожку, по которой пошли „бабушки“, уж протоптала в начале „нулевых“ группа „Иван Купала“ со своим этно-миксом „Кострома“, [но] дальше этого эксперимента на общенациональном масштабе никто больше не засветился», — писал автор. В 2007 году «Иван Купала» также участвовали в отборочном туре на конкурс «Евровидение», но Юрий Аксюта отмечал, что у них были слабые шансы на победу. Елена Чишковская из журнала «Нескучный сад» отмечала, что песня Бурановских бабушек «Party for Everybody», с которой они выступают на конкурсе, была создана в духе «Иван Купала». Сергей Ефимов из газеты «Комсомольская правда» так же проводил параллели между двумя коллективами и писал, что «в мире есть куда более удачные примеры синтеза этники и современной музыкальной культуры. Достаточно вспомнить эксперименты Enigma или нашу группу „Иван Купала“».

## Список композиций
| №   | Название    | Длительность |
| --- | ----------- | ------------ |
| 1.  | «Купала»    | 1:03         |
| 2.  | «Кострома»  | 3:41         |
| 3.  | «Брови»     | 3:14         |
| 4.  | «Виноград»  | 3:37         |
| 5.  | «Молодость» | 4:27         |
| 6.  | «Сваточки»  | 3:39         |
| 7.  | «Воротечки» | 1:32         |
| 8.  | «Коляда»    | 4:15         |
| 9.  | «Канарейка» | 3:17         |
| 10. | «Галя»      | 3:45         |
| 11. | «Полоса»    | 3:27         |

Подарочный вариант альбома, помимо выше обозначенных 11 треков, включает «секретный» бонус-трек.

## Участники записи
В записи и оформлении альбома приняли участие следующие музыканты и фотографы:
- Алексей Иванов — аранжировка, мастеринг, композиция, инженер звукозаписи, запись;
- Алексей Румянцев — аранжировка, мастеринг, композиция, инженер звукозаписи, запись;
- Денис Фёдоров — аранжировка, мастеринг, композиция, инженер звукозаписи, запись;
- Дмитрий Давыдов — фотографии;
- Михаил Кабанов — фотографии.

## Награды
| Год  | Награда                                | Номинированная работа | Категория          | Результат |
| ---- | -------------------------------------- | --------------------- | ------------------ | --------- |
| 1999 | Овация                                 | «Иван Купала»         | Лучшая фолк-группа | Победа    |
| 2000 | Овация                                 | «Иван Купала»         | Лучшая фолк-группа | Победа    |
| 2000 | Высшие достижения в области рок-музыки | «Кострома»            | Лучший рок-альбом  | Победа    |
| 2000 | Золотой граммофон                      | «Коляда»              | Песня              | Победа    |